# 千代県庁口駅
千代県庁口駅（ちよけんちょうぐちえき）は、福岡県福岡市博多区千代四丁目にある福岡市地下鉄箱崎線の駅。駅番号はH03。
駅のシンボルマークは福岡市出身のグラフィックデザイナー、西島伊三雄がデザインしたもので、最寄の十日恵比須神社にちなんだ恵比須の顔である。
貝塚駅が管理し、JR西日本中国メンテック福岡支店が駅業務を受託する業務委託駅である。

## 歴史
- 1983年（昭和58年）9月12日：駅名決定。
- 1984年（昭和59年）4月27日：2号線（現在の箱崎線）の呉服町駅 - 馬出九大病院前駅間の延伸に際し開業[1]。
- 2004年（平成16年）7月1日：業務委託駅となる[3]。

## 駅構造
- 地下2階に島式ホーム1面2線を持つ地下駅。
- 出入口は1番～8番までの8ヶ所があり、うち4番出口はエスカレーターが設置されておりパピヨン24に直結している。また8番出口はエレベーターとなっている。
- 7番出口付近に有人の臨時改札口および臨時切符販売窓口が存在しており、ホーム貝塚方端にある非常階段に繋がっている。近くにある十日恵比須神社で毎年1月上旬に開催される「十日えびす大祭」の際に参拝客が通常の改札口ではさばききれないと考え設置されたが、開業以来一度も使用されていない[4]。交通系ICカード等の利用にも対応していないため、今後改札として使用される可能性はほぼ無いが、災害発生時の避難経路及び消防隊の進入路として活用する可能性を考慮し、撤去はしない方針である[5]。

| 地階    | 出入口                       | 出入口                                     |
| 地下1階 | コンコース階                 | コンコース、案内所、自動券売機、自動改札口 |
| 地下1階 | コンコース階                 | トイレ（改札内）                           |
| 地下2階 | 1番ホーム                    | ■箱崎線 貝塚方面（馬出九大病院前駅）→      |
| 地下2階 | 島式ホーム、右側のドアが開く |                                            |
| 地下2階 | 2番ホーム                    | ←■箱崎線 中洲川端・姪浜方面（呉服町駅）    |

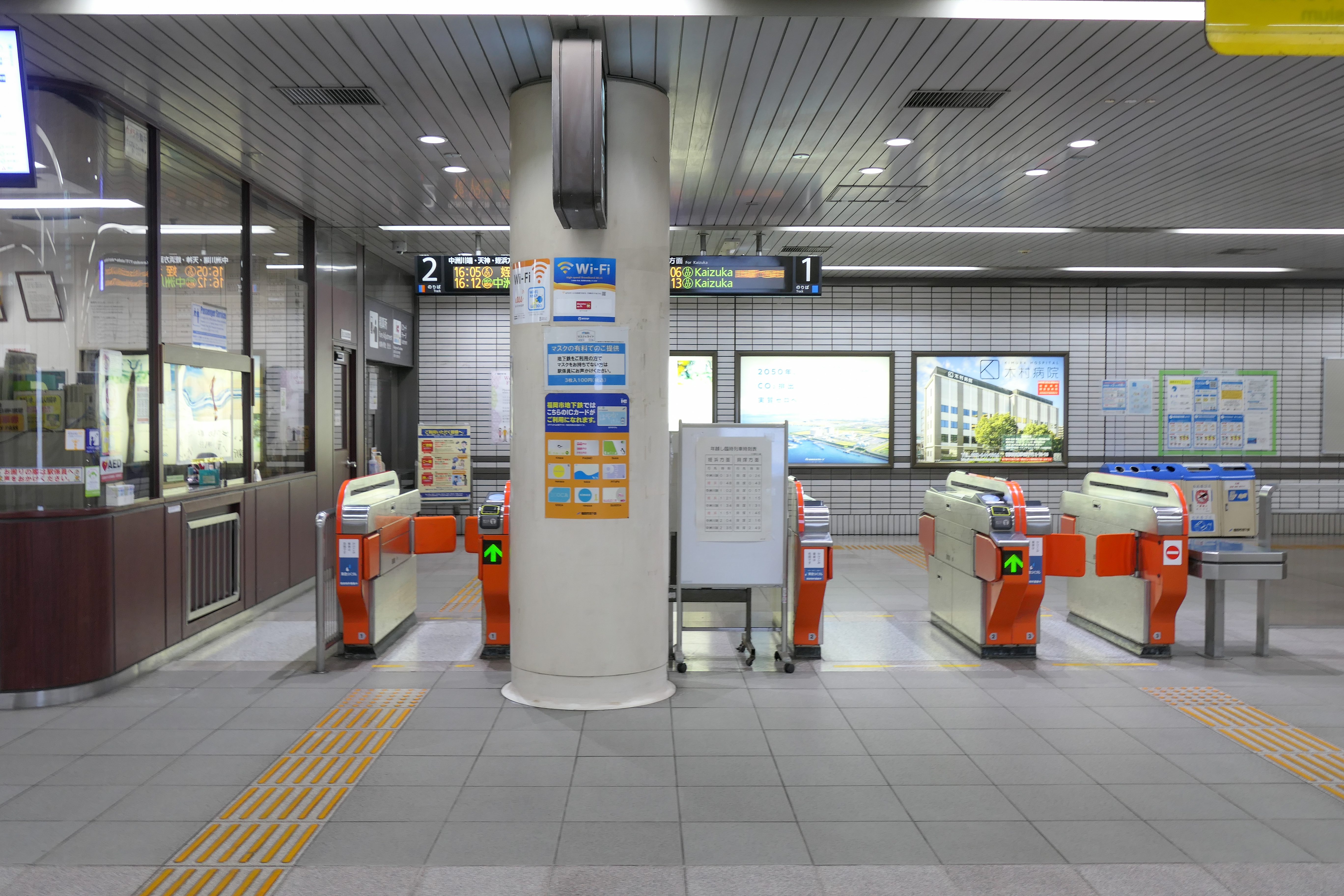
改札口（2022年12月）
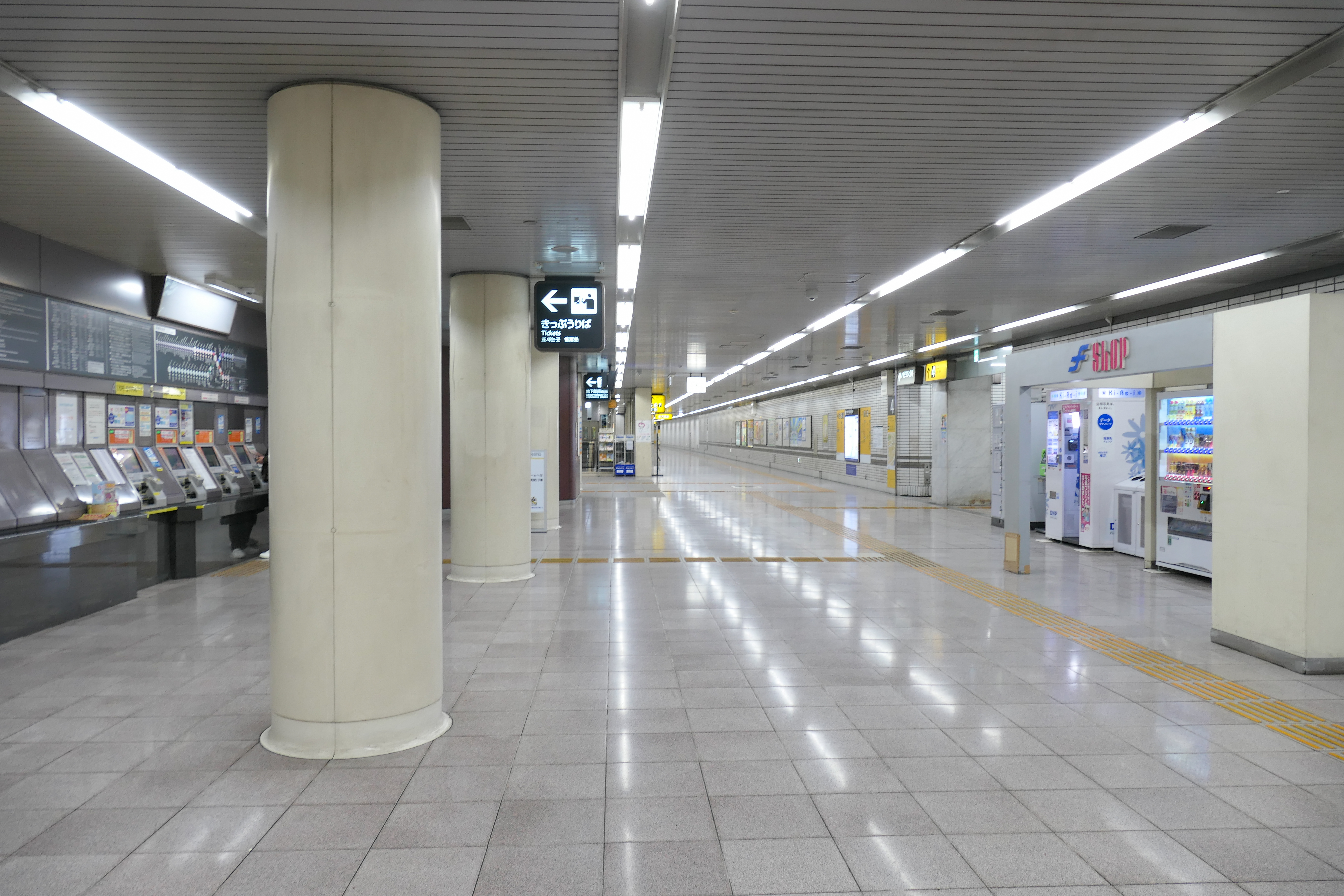
コンコース（2022年12月）
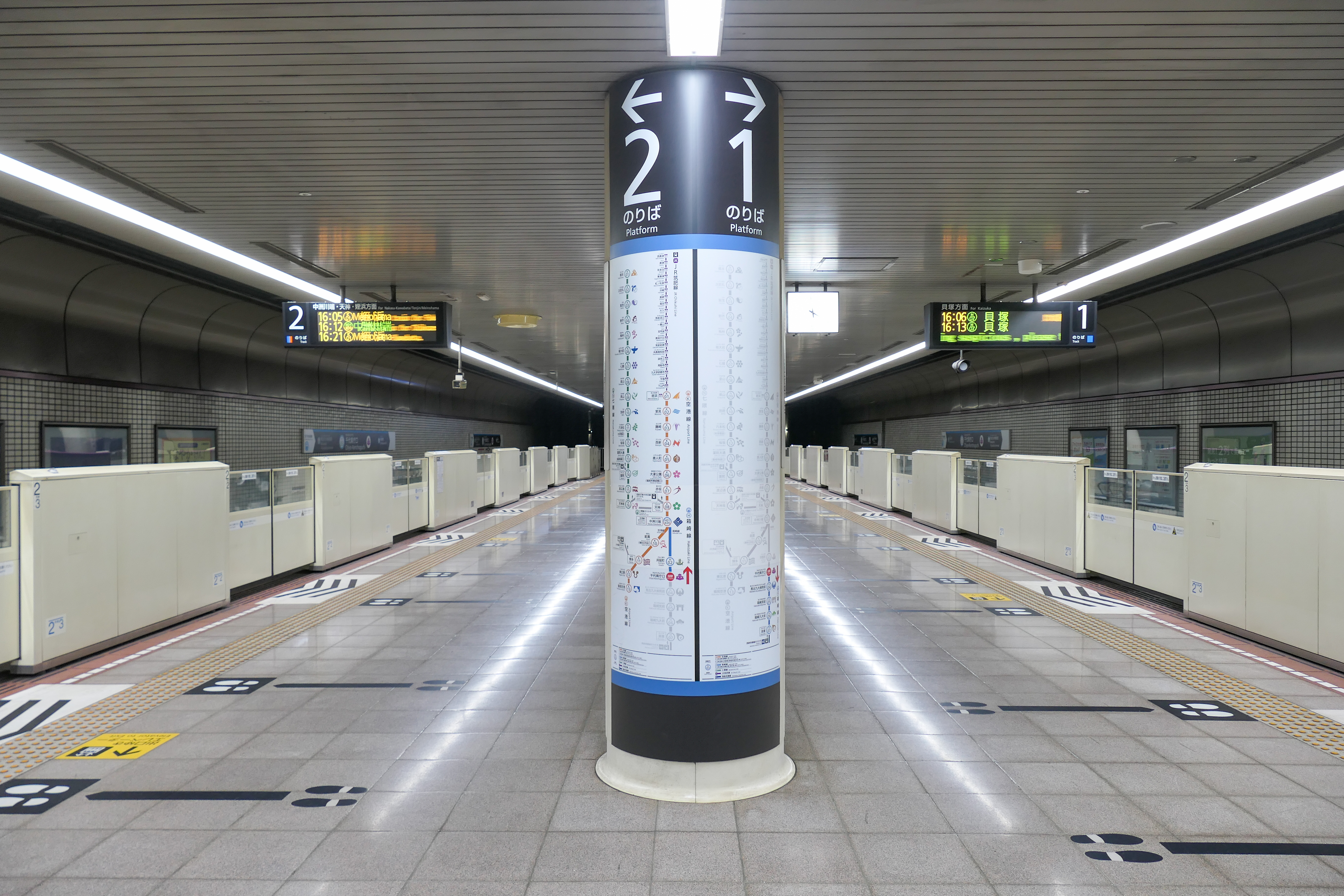
ホーム（2022年12月）
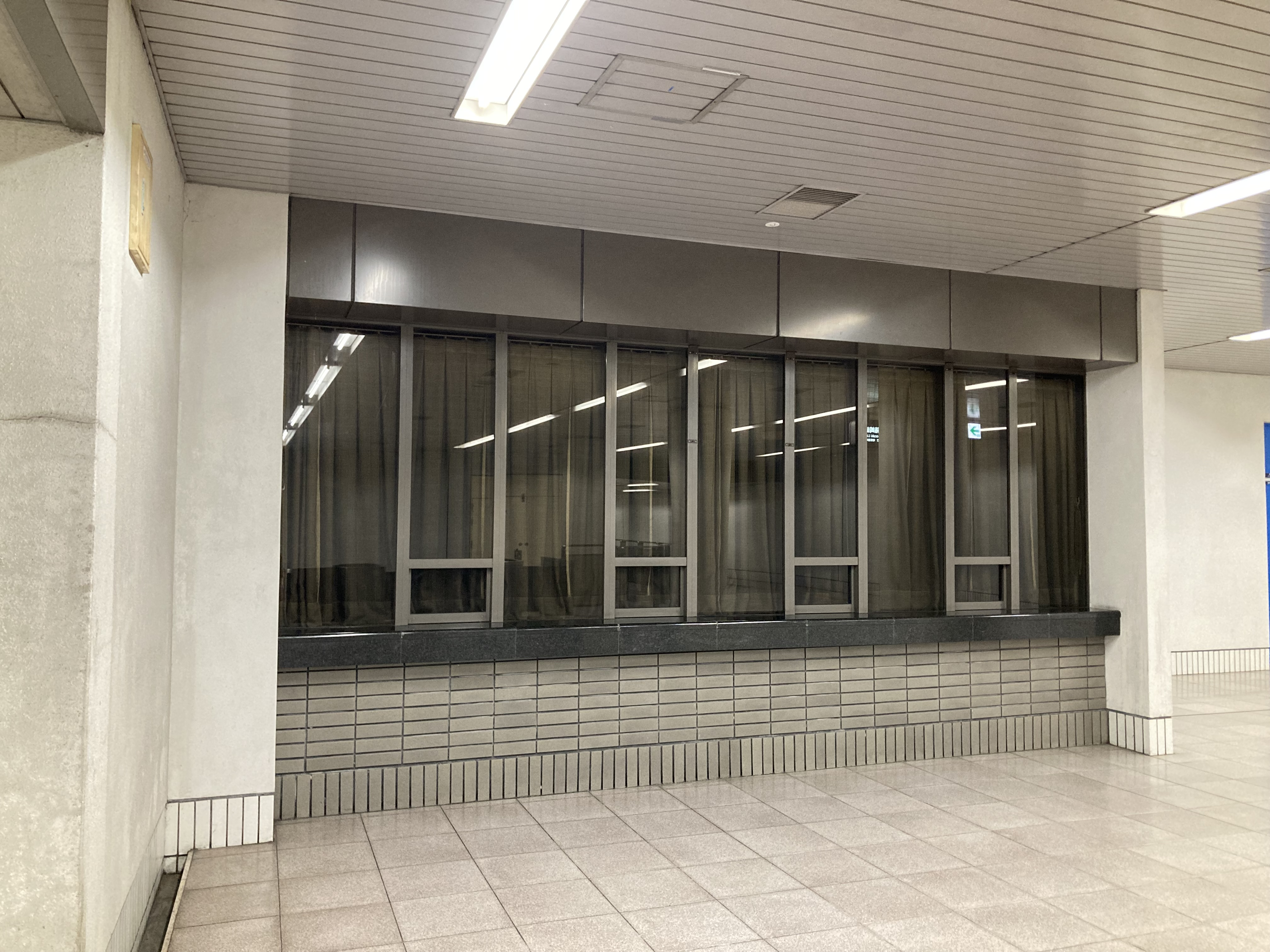
臨時切符販売窓口（2024年6月）
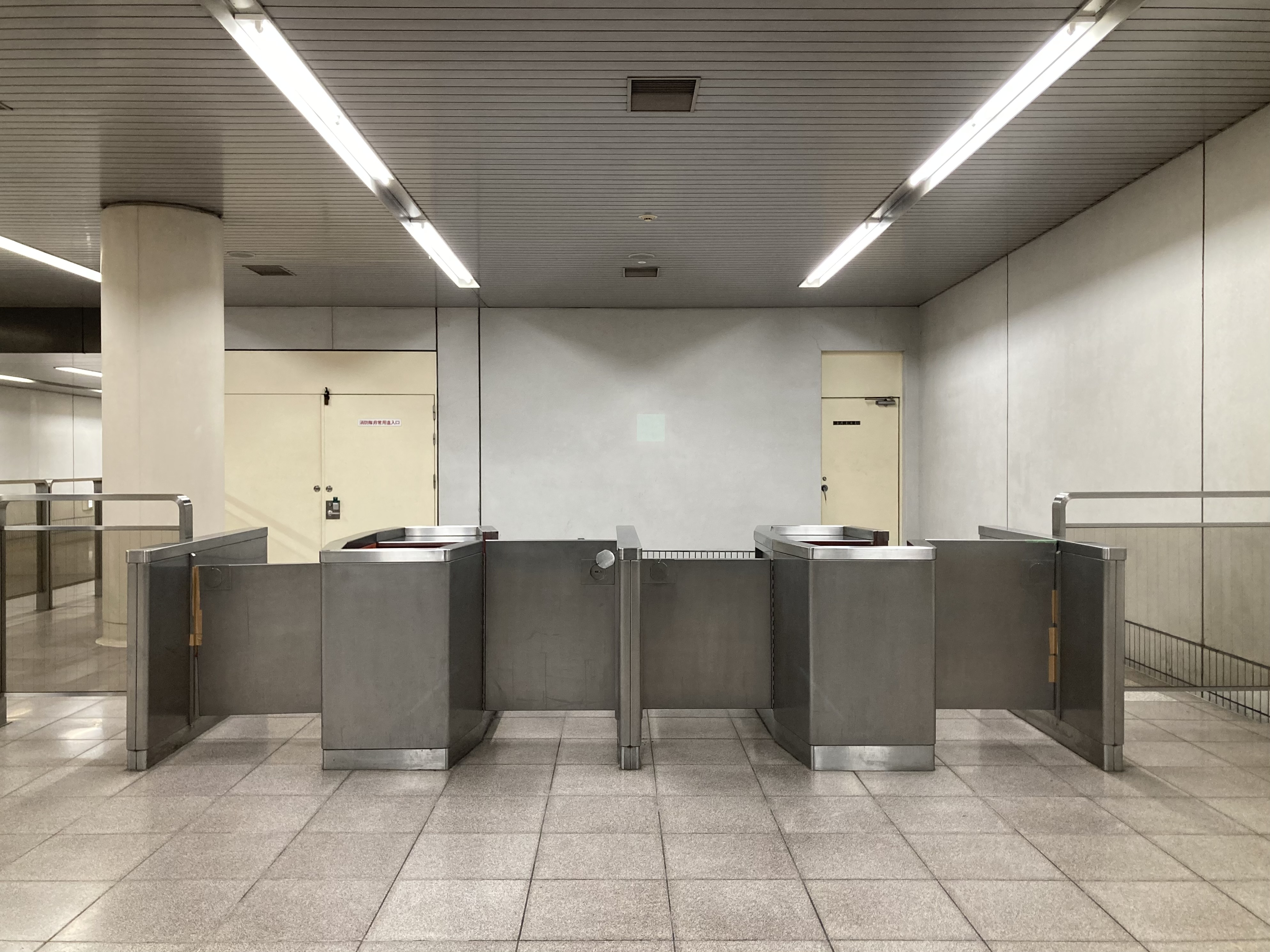
臨時改札口（2024年6月）
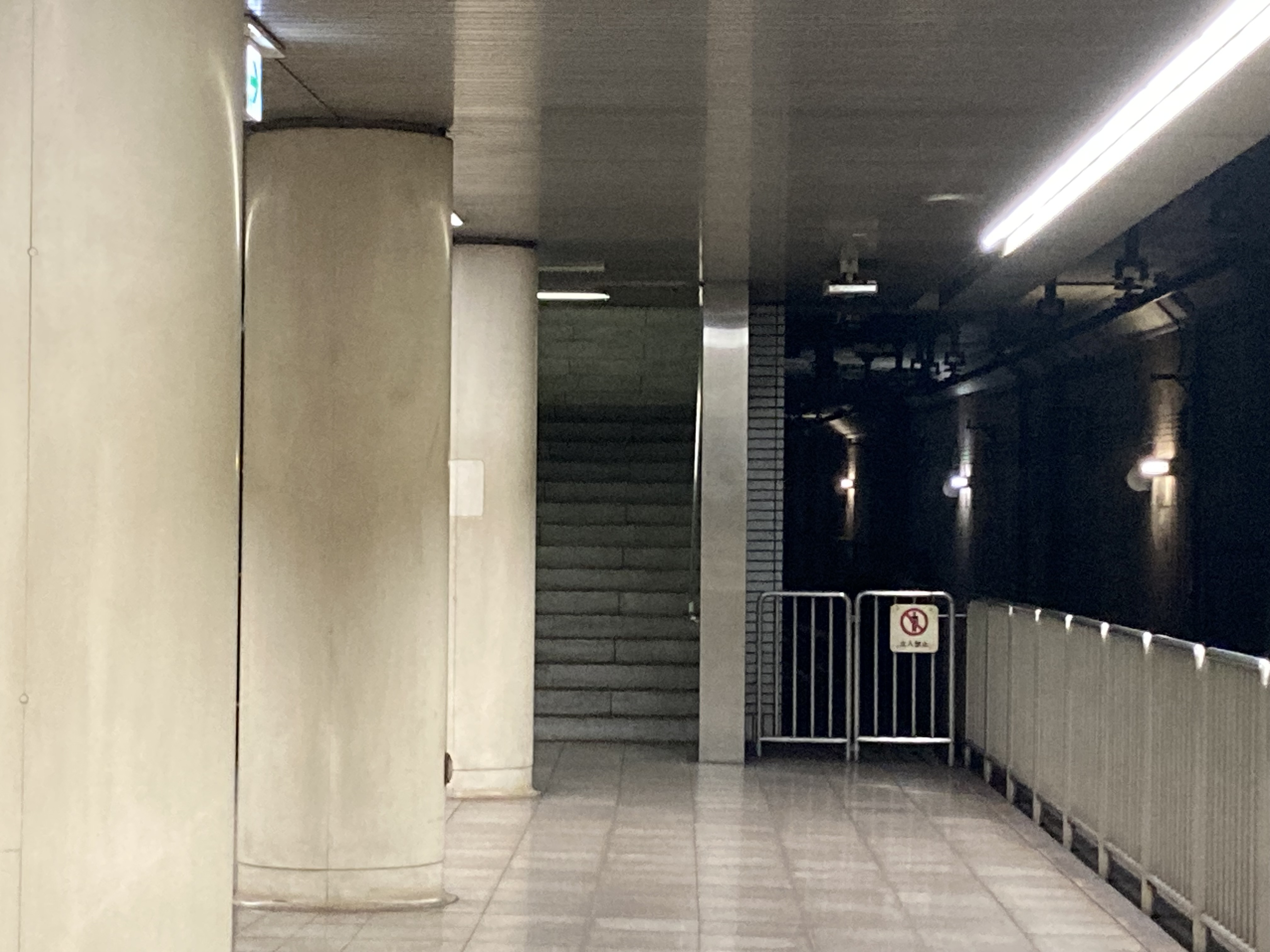
臨時改札に繋がる貝塚方非常階段（非常時以外は立入禁止）（2024年6月）

## 利用状況
2023年度の1日平均乗車人員は4,780人である。
近年の1日平均乗車人員の推移は下表のとおりである。
| 年度               | 1日平均 乗車人員 |
| ------------------ | ---------------- |
| 2001年（平成13年） | 3,486            |
| 2002年（平成14年） | 3,399            |
| 2003年（平成15年） | 3,367            |
| 2004年（平成16年） | 3,129            |
| 2005年（平成17年） | 3,007            |
| 2006年（平成18年） | 3,080            |
| 2007年（平成19年） | 3,032            |
| 2008年（平成20年） | 3,187            |
| 2009年（平成21年） | 3,206            |
| 2010年（平成22年） | 3,361            |
| 2011年（平成23年） | 3,483            |
| 2012年（平成24年） | 3,599            |
| 2013年（平成25年） | 3,743            |
| 2014年（平成26年） | 3,911            |
| 2015年（平成27年） | 4,014            |
| 2016年（平成28年） | 4,271            |
| 2017年（平成29年） | 4,619            |
| 2018年（平成30年） | 4,826            |
| 2019年（令和元年） | 4,974            |
| 2020年（令和02年） | 3,686            |
| 2021年（令和03年） | 3,852            |
| 2022年（令和04年） | 4,269            |
| 2023年（令和05年） | 4,780            |

## 駅周辺
駅名に「県庁」とあるが、福岡県庁は隣の馬出九大病院前駅が最寄りとなる。ただし、議会棟については当駅が最寄りである。
仮称の段階では「千代町」駅であったが、現在町名としての千代町が無いことから「千代」駅になることになった。しかし、商業的な地盤沈下に悩む地元から「県庁」の名を付けてほしいと要望があり、「千代県庁口」となった。
駅周辺は商業施設・公共施設が多く建ち並ぶ。
1・2番出口を出て地下鉄線路上の道路を呉服町方向へ250mほど歩くと、国道3号と交差する。
- 福岡県庁議会棟
- 福岡県自治会館
- 東公園
- 福岡市民体育館
- 福岡市立千代小学校
- 福岡市立千代中学校
- 福岡県立福岡高等学校
- 福岡県立博多青松高等学校
- 福岡医健専門学校

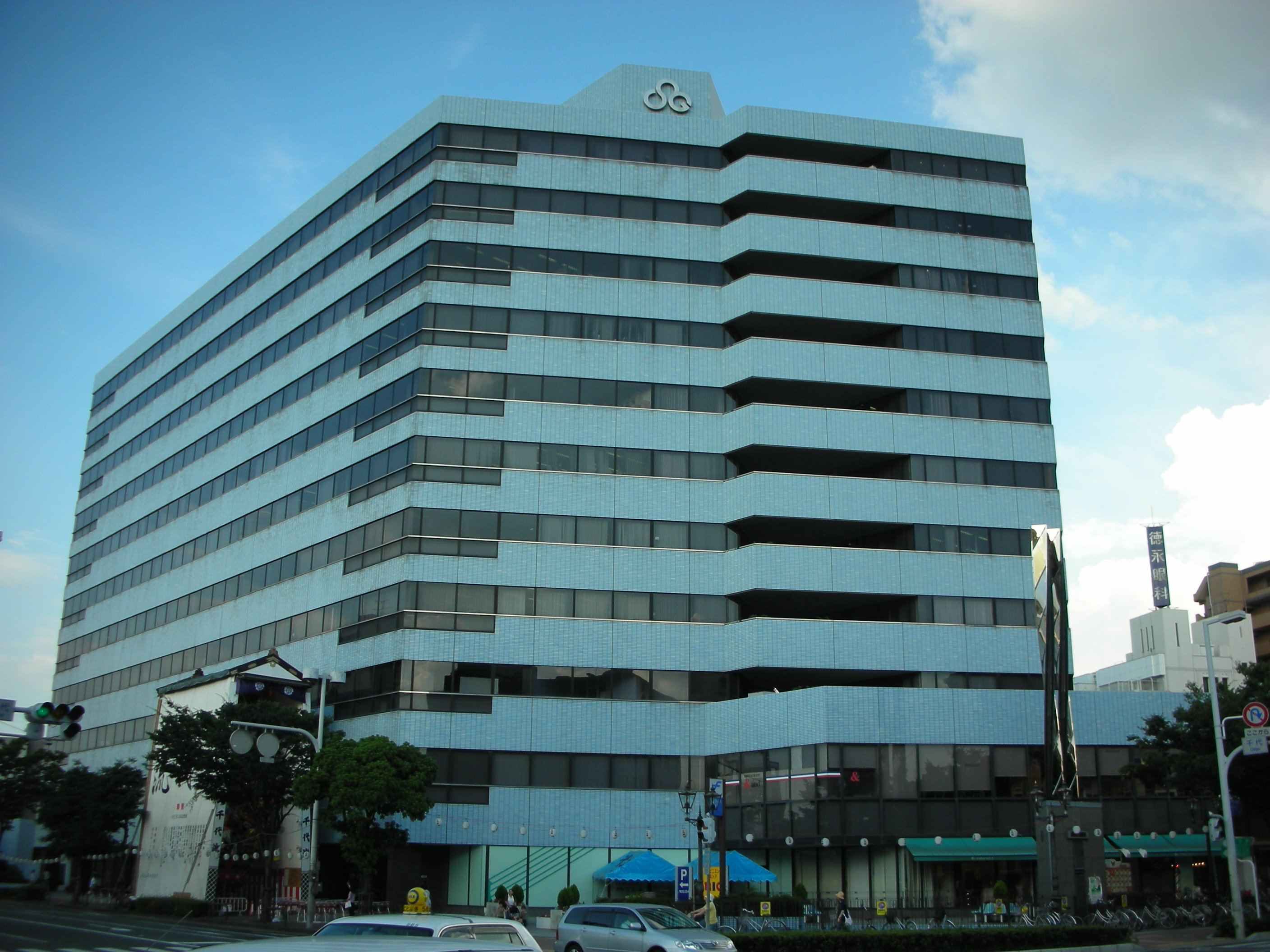
西部ガス本社

- 西部ガスホールディングス本社・パピヨン24 - 4番出口直結
- パピオ
- ブランチ博多パピヨンガーデン（旧・パピヨンプラザ）
- 十日恵比須神社
- 崇福寺
- 濡衣塚
- 都市高速2号線千代ランプ
- 西鉄バス・JR九州バス「千代町」停留所
- マルショク千代町店

## 隣の駅
福岡市交通局
 箱崎線
呉服町駅 (H02) - 千代県庁口駅 (H03) - 馬出九大病院前駅 (H04)